# Dounkora (Nako)
Pour les articles homonymes, voir Dounkora.
Dounkora est une localité située dans le département de Nako de la province du Poni dans la région Sud-Ouest au Burkina Faso.

## Géographie
Dounkora se trouve à environ 4 km à l'ouest de Nako, le chef-lieu du département.

## Santé et éducation
Le centre de soins le plus proche de Dounkora est le centre de santé et de promotion sociale (CSPS) de Nako tandis que le centre hospitalier régional (CHR) de la province se trouve à Gaoua.